# Giovanni Battista Polledro
Giovanni Battista Polledro, född den 10 juni 1781 i Piovà vid Turin, död den 15 augusti 1853 i Asti, var en italiensk violinist.
Polledro, som var elev till Pugnani och Paganini, anställdes 1814, efter att ha företagit åtskilliga konsertresor genom hela Europa, som konsertmästare vid Dresdens hovopera, en post som han 1823 senare utbytte mot hovkapellmästarebefattningen i Turin. Polledro komponerade konserter, stråktrior och violinetyder.